# Clados (protista)
Clados es un género de foraminífero bentónico de la subfamilia Astrorhizinae, de la familia Astrorhizidae, de la superfamilia Astrorhizoidea, del suborden Astrorhizina y del orden Astrorhizida. Su especie-tipo es Clados floridus. Su rango cronoestratigráfico abarca el Holoceno.

## Discusión
Clasificaciones previas incluían Clados en el suborden Textulariina y en el orden Textulariida

## Clasificación
Clados incluye a las siguientes especies:
- Clados floridus